# Explosions du 15 novembre 2022 en Pologne
Les explosions du 15 novembre 2022 en Pologne sont l'effet de l'impact de deux missiles dans le village de Przewodów le 15 novembre 2022, sur le territoire de la Pologne près de la frontière avec l'Ukraine,. L'incident s'est produit lors d'une plus grande attaque sur les villes ukrainiennes et les installations énergétiques par la Russie,. Il s'agit des premiers missiles frappant le territoire de l'OTAN lors de l'invasion russe de l'Ukraine en 2022,.
Les médias polonais ont rapporté que deux personnes ont été tuées dans une explosion, dans un séchoir à grains. Les fonctionnaires polonais ont déclaré que la cause de l'explosion était inconnue. La station de radio polonaise ZET (en) a rapporté que deux roquettes perdues sont tombées sur le village, provoquant l'explosion. Les membres de l'OTAN ont commencé à examiner les preuves peu de temps après que l'attaque a été signalée.

## Enquête
Les services de sécurité polonais prévoyaient de passer la nuit du 15 au 16 novembre pour déterminer la cause des explosions.
Des rapports contradictoires ont émergé concernant l'origine et la nature des explosions peu après l'incident. Le ministère polonais des Affaires étrangères a déclaré que les projectiles étaient "de fabrication russe". Andrés Gannon, un expert en sécurité du groupe de réflexion Council on Foreign Relations, a émis l'hypothèse que les missiles pourraient provenir de systèmes S-300. Les S-300 ont été utilisés par les deux combattants lors de l'invasion à la fois comme missiles sol-air et sol-sol, principalement par l'Ukraine et la Russie respectivement. Mariusz Gierszewski, un journaliste polonais de Radio ZET, a rapporté des sources affirmant que les missiles étaient les restes d'une fusée abattue. Le président américain Joe Biden, s'exprimant depuis le sommet du G20 à Bali, a déclaré qu'il était "peu probable" que les missiles soient tirés depuis la Russie.
Les premières évaluations des États-Unis ont révélé que le missile était probablement un missile de défense aérienne tiré par les forces ukrainiennes sur un missile russe entrant.

## Victimes
Les victimes qui sont mortes à la suite de l'explosion sont deux hommes. Bogdan C. (60 ans) et Bogusław W. (62 ans). Bogdan C. était conducteur de tracteur et travaillait dans une usine de séchage de céréales. Ce jour-là, il conduisait un tracteur à maïs. Bogusław W., quant à lui, était ouvrier d'entrepôt. Ils résidaient tous les deux à Przewodów.

## Réactions

### Nationales
Après l'explosion, le Premier ministre polonais Mateusz Morawiecki a convoqué une réunion urgente d'un comité chargé des affaires de sécurité nationale et de défense. Un porte-parole du gouvernement a déclaré que la Pologne augmentait le niveau d'alerte de certaines de ses unités militaires après la conclusion de la réunion. Il a également déclaré que le président polonais Andrzej Duda avait parlé au secrétaire général de l'OTAN Jens Stoltenberg de la possibilité d'activer l'article 4 du traité de l'Atlantique nord.

### Russie
Le ministère russe de la Défense a nié que "les frappes sur des cibles proches de la frontière entre l'Ukraine et la Pologne aient été effectuées par des moyens de destruction russes", et a déclaré que l'épave trouvée sur les lieux "n'avait rien à voir avec des armes russes". Le ministère a qualifié les allégations de décès polonais de "provocation délibérée dans le but d'aggraver la situation".

### Ukraine
Le président ukrainien Volodymyr Zelensky a déclaré dans son discours vidéo nocturne que l'attaque constituait une atteinte à la "sécurité collective", après avoir accusé la Russie d'être responsable de l'attaque.

### Pays de l'OTAN
La Pologne a demandé une réunion de l'OTAN le 16 novembre, sur la base de l'article 4. Les diplomates de l'OTAN ont déclaré que l'alliance agirait avec prudence et avait besoin de temps pour vérifier exactement comment l'incident s'était produit.
- Belgique : Le Premier ministre belge Alexander De Croo a répondu aux informations en déclarant « Nous sommes aux côtés de la Pologne »[21].
- Estonie : Le ministre estonien des Affaires étrangères, Urmas Reinsalu, a répondu aux informations en tweetant que l'Estonie était prête à défendre « chaque centimètre carré » du territoire de l'OTAN[22].
- États-Unis : Peu de temps après la frappe présumée, le département américain de la Défense a reconnu les informations selon lesquelles deux missiles russes auraient frappé un emplacement à l'intérieur de la Pologne près de sa frontière ukrainienne, bien qu'il n'ait pas pu les confirmer[23]. Bob Menendez, président du Sénat chargé des relations extérieures, a exprimé l'espoir que la Russie « s'excuserait rapidement pour la perte de vies humaines et exprimerait que ce n'était pas intentionnel », et a mis en garde contre « toutes sortes de conséquences », y compris la possibilité de l'article 5, si le coup était intentionnel[24]. Le lendemain, à la lumière de nouveaux éléments d'analyse, le président Joe Biden déclare qu'il est certainement « improbable » que le missile ait été tiré par la Russie[13].
- Hongrie : En raison de cet incident, aggravé par la fermeture de l'oléoduc Droujba, le gouvernement hongrois dirigé par le Premier ministre Viktor Orbán a également convoqué une réunion d'urgence avec son Conseil de défense dans la même nuit[25] et le ministre de la Défense (en) Kristóf Szalay-Bobrovniczky avait une conversation téléphonique avec le secrétaire général de l'OTAN, Jens Stoltenberg[26].

### Union européenne
Le président du Conseil européen, Charles Michel, s'est déclaré « choqué » par les informations faisant état de l'incident, ajoutant que « nous sommes aux côtés de la Pologne ».